# 獵戶型變星
獵戶型變星是一種變星，它表現出不規則性和光度噴發變化，通常與瀰漫星雲有關，亮度的波動可以高達數個星等。人們認為這些是年輕的恆星，未來將成為正常、非變星的零齡主序星。

## 金牛T星
金牛T星是獵户型變星，在恆星頻譜中單獨呈現鐵離子（Fe II）特徵的螢光紫羅蘭色發射譜線，並且還有鋰的發射譜線，而鋰是一種通常會在恆星的核融合中破壞的金屬。

## 獵戶座FU
獵戶座FU（FU Ori）通常簡稱為"Fuors"。它的亮度會先上升了5-6個星等，然後下沉一個量級，並維持該星等數十年。獵戶座FU是這類變星的原型，其它的樣本還有天鵝座V1057和天鵝座V1515。

## 變異性
在這一類不同的恆星中，一些獵戶型變星可能表現出小振幅（高達1星等）的週期性變化，一些以突然衰落為特徵，有些顯示出光譜特徵，表明有質量下落在恆星上（獵戶座YY）。這許多特徵都可能發生在任何一顆獵戶型變星中。
"獵戶型變星"這個術語是一個方便的包羅萬象的術語，往往在現在天文學界將會被淘汰；然而由於歷史原因，GCVS仍然使用它。天文學家通常使用更專業的術語來指出年輕變星「動物園」之間的實際物理差異，例如「經典金牛T星」或「獵戶座UX」變星等等。

## 外部連結
- GCVS Variability Types（页面存档备份，存于）

Template:Variable star topics